# سكليد دمشقي
السكليد الدمشقي هو نوع منقرض من سمك السكليد، كان يعيش فيما مضى بالمستنقعات وبرك المياه حول مدينة دمشق، حيث أنه ليس معروفاً من أي منطقة أخرى بالعالم. كان يتألَّف غذاؤه من الطحالب وبعض النباتات الأخرى. ظلَّ يعيش في محيط مدينة دمشق حتى منتصف القرن العشرين، وقد وُصِفَ من عيِّنات أخذت منه في عقد الخمسينيات، إلا أنَّ الاتحاد العالمي للحفاظ على الطبيعة يصنِّفه الآن كنوع منقرض، وعلى الأرجح أنَّ سبب انقراضه كان تدمير بيئته الطبيعية جراء تلويث المياه واستنزافها بالمنطقة. وضعته دراسة للاتحاد الدولي للحفاظ على الطبيعة في سنة 2006 بين 7 أنواعٍ منقرضة من أسماك المياه العذبة التي كانت متوطّنةً بمنطقة حوض البحر الأبيض المتوسط.